# Jaka Tomc
Jaka Tomc, slovenski pisatelj, pesnik in založnik, * 13. avgust 1980, Ljubljana.

## Življenjepis
Mladost je preživel v Domžalah, kjer je obiskoval osnovno šolo Venclja Perka. Hodil je na Gimnazijo Jožeta Plečnika. Leta 2005 je diplomiral na Fakulteti za družbene vede, smer sociologija - kadrovski menedžment. 
Po selitvi v Ljubljano se je resno posvetil pisanju. Leta 2010 je, sočasno z izidom prvenca, ustanovil založbo Manični poet in jo vodil do konca leta 2019, ko je zaprla svoja vrata. Aprila 2020 je ustanovil založbo Proksima.

## Druge objave
- Tednik Panorama: november 2017, Samo enkrat se umre (kratka zgodba)
- Znanstvena fantastika: december 2019, Poznam superjunaka (kratka zgodba)
- Supernova: št. 8, marec 2020, Pisateljski izziv: Pandemija (kratka zgodba)
- Supernova: št. 9, september 2020, Zadnji naj ugasne luč (kratka zgodba)
- Jazbina: št. 6, februar 2022, Obie (kratka zgodba)
- Jazbina: št. 7, april 2022, Stroji ne gredo k svetlobi (kratka zgodba)
- Jazbina: št. 8, junij 2022, Čistka (kratka zgodba)
- Pričevanja tujih svetov: antologija moderne slovenske fantastike, 2022, Zadnji naj ugasne luč (kratka zgodba)
- Nebulae: XI/IV, oktober 2022, Čas za smrt (kratka zgodba)
- Jazbina: št. 10, oktober 2022, Zadnja bitka (kratka zgodba)

## Nagrade
- Literary Titan Book Awards: srebrna nagrada (720 Heartbeats)
- 2019 IAN Book of the Year Awards: finalist v kategoriji "Novella" (720 Heartbeats)
- 2018 Breakthrough Fiction Awards: prvo mesto v kategoriji "Suspense/Thriller" (720 Heartbeats)

## Intervjuji in članki
- Jaka Tomc: Ideje so kot sneg. Pridejo in grejo. (Neja bere)
- Pogovor z Jako Tomcem (Radikalnews)
- Resnična zgodba brutalne iskrenosti (Nedelo)
- Jaka Tomc: Ne maram se ukalupljati v žanre (Modre novice)
- Pustil bom službo in prodal nekaj deset tisoč izvodov knjige (Žurnal 24)
- Ko se študentsko življenje prevesi v napeto kriminalko (RTV SLO)
- Slovenci cenimo umetnost, le včasih nam je težko seči v žep zanjo (24 ur)
- Mestne face: Jaka Tomc - manični poet (Dnevnik)
- Vidim na stotisoče ljudi, ki znajo brati v slovenščini (Žurnal 24)
- Intervju: Jaka Tomc (Ajda naklada)